# NGC 4244
NGC 4244，也稱為科德韋爾26，是位於獵犬座並以側面朝向我們的一個螺旋星系，也是科德韋爾天體之一。它属于M94星系群 (猎犬座I星系群)，相對來說很靠近本星系群——我們銀河系所屬的星系群。
NGC 4244的光度在+10.2至+10.6等，天體座標位置是赤經RA 12h 17.5m，赤緯+37° 49′，接近肉眼能看見的G-型恆星常陳四、棒渦星系NGC 4151、和不規則星系NGC 4214。這個星系的距離大約为1300萬光年/14 million，紅移+243/493公里/秒，位於這個星系的中心有一個星系核和暈。

## 註解
1. 1 2  Jurasevich, David M. . starimager.com. 2004  [2008-08-08]. （原始内容存档于2016-03-03）.
2. 1 2  . Gemini Observatory. July 31, 2008  [2008-08-08]. （原始内容存档于2016-03-05）.
3. ↑  Seth, A.; de Jong, R.; Dalcanton J. . Cambridge University Press. 2006  [2008-08-08]. （原始内容存档于2016-05-14）.

## 外部連結
- WikiSky上关于NGC 4244的内容：DSS2, SDSS, GALEX, IRAS, 氢α, X射线, 天文照片, 天图, 文章和图片
- SEDS – NGC 4244
- Simbad – NGC 4244
- VizieR（页面存档备份，存于） – NGC 4244
- NED（页面存档备份，存于） – NGC 4244